# Джон Крісті (серійний убивця)
Джон Реджинальд Халлідей Крісті (англ. John Reginald Halliday Christie; 8 квітня 1899 — 15 липня 1953 року) — британський серійний вбивця та ґвалтівник. Повішений 15 липня 1953 року у в'язниці Пентонвілі за вироком суду.
У 1916 році Крісті, який служив на фронті під час Першої світової війни, дуже постраждав від газової атаки. Це сильно знизило його потенцію.
У 1920 році Крісті одружився, але сексуальне життя не задалося. У 1922 році в його будинку стався витік газу. Дружина Крісті знепритомніла, а коли прокинулася, то побачила, що чоловік зайнявся з нею сексом. Крісті пізніше пояснив, що отруєна газом жінка викликала у нього статеве збудження.
У 1934 році Крісті був збитий машиною, зазнавши важкої травми голови. Коли почалася Друга світова війна, через травму його не взяли на фронт, але призвали на роботу в поліцію.
У 1943 році дружина Крісті ненадовго виїхала з Лондона. Крісті зустрів Рут Фуерст, якій запропонував переночувати в його будинку. Там він отруїв жінку газом, зґвалтував, а потім задушив. Другою жертвою стала Мюріел Іди, подруга його дружини. Він обманом заманив її в будинок, отруїв газом, зґвалтував і задушив, коли дружини не було в місті.
У 1949 році Крісті познайомився з Тімоті Евансом, який з вагітною дружиною Беріл і дворічною дочкою приїхав з Ірландії, щоб знайти роботу. За малу плату Крісті дозволив Евансам пожити в нього. Тімоті був не радий вагітності дружини. Крісті запропонував Тімоті влаштувати його дружині аборт, і той погодився. У день, коли дружина Крісті була відсутня, Тімоті заради алібі виїхав з Лондона. Крісті опинився один на один з Беріл та її дочкою, він отруїв жінку газом, зґвалтував і вбив, а заодно задушив і дворічну дитину. Після цього Крісті вирішив підставити Еванса. Він подзвонив йому і сказав, що його дружина померла під час аборту. Тімоті Еванс повірив йому. Незабаром Еванса заарештували за підозрою у вбивстві дружини і дочки. Проти нього на суді свідчили Крісті з дружиною. Еванса визнали винним і повісили за вбивства, здійснені Джоном Крісті.
Крісті продовжив здійснювати вбивства. Він убив свою дружину, щоб вона не заважала йому. Її він не ґвалтував і не труїв газом. Потім Крісті убив ще двох жінок. Три трупи він поклав у шафу, потім забив шафу фанерою. Незабаром убивця продав будинок і поїхав, але новий господар вирішив наклеїти нові шпалери і виявив шафу з трупами, про що повідомив у поліцію. Крісті був оголошений у розшук. Незабаром його заарештували.
Опинившись у поліцейській дільниці, Крісті зізнався в усіх вбивствах, навіть у тих, у яких його не підозрювали. Крісті був засуджений дуже швидко і незабаром повішений. Вирок виконали 15 липня 1953 у в'язниці Пентонвілі. Тімоті Еванс, повішений у 1949 році, був реабілітований.

## Статті
- «Газовый» маньяк Джон Кристи…
- JOHN CHRISTIE. Crime Library